# Burg Berne
Die Burg Berne ist eine abgegangene hochmittelalterliche Turmhügelburg (Motte) der Grafschaft Oldenburg am Westrand des Dorfkerns der Gemeinde Berne im niedersächsischen Landkreis Wesermarsch.

## Geschichte
Die Burg in Berne wurde von den Grafen von Oldenburg nach dem Sieg über die Stedinger in der Schlacht bei Altenesch 1234 errichtet. Ihre Aufgabe war die Kontrolle des Weges von Bremen über Huntebrück nach Stadland und Oldenburg. Eine Existenz schon im 12. Jahrhundert, wie sie häufig vermutet wurde, lässt sich aus den bekannten Schriftquellen nicht belegen. Da die Burg eine unmittelbare Wasserverbindung zur Weser besaß, erschien sie den Bremern als eine Gefahr für ihren Handelsverkehr. Die Bremer Erzbischöfe forderten deshalb, dass die Burg nicht in Stein ausgebaut werden, sondern nur aus Holz und Erde errichtet sein dürfe. Nachdem 1252 die Lauenburg bei Berne und 1259 die Burg Delmenhorst errichtet worden war, verlor die Anlage in Berne ihre Bedeutung. 1258 wurde auch das letzte Mal von einem Oldenburger Grafen in Berne eine Urkunde ausgestellt. Wann die Burg schlussendlich aufgegeben wurde, ist unbekannt. 1498 wird noch ihr Bergfried im Delmenhorster Heberegister erwähnt.

## Beschreibung
Die Mottenanlage bestand aus einem Turmhügel mit östlich vorgelagerter, kleiner Vorburg. Die Größe des Areals beträgt ca. 40 × 65 m. Die umgebende Befestigung aus Wall und Graben sind wie die Vorburg kaum noch zu erkennen. Der Graben stand mit dem Flüsschen Berne in Verbindung und war somit wasserführend. Die Höhe des erhaltenen Rests des Mottenhügels beträgt heute ca. 1 m. Um den Forderungen der Bremer Erzbischöfe nachzukommen, stand auf dem Hügel nur ein Turm aus Holz.